# Polikarpov I–5

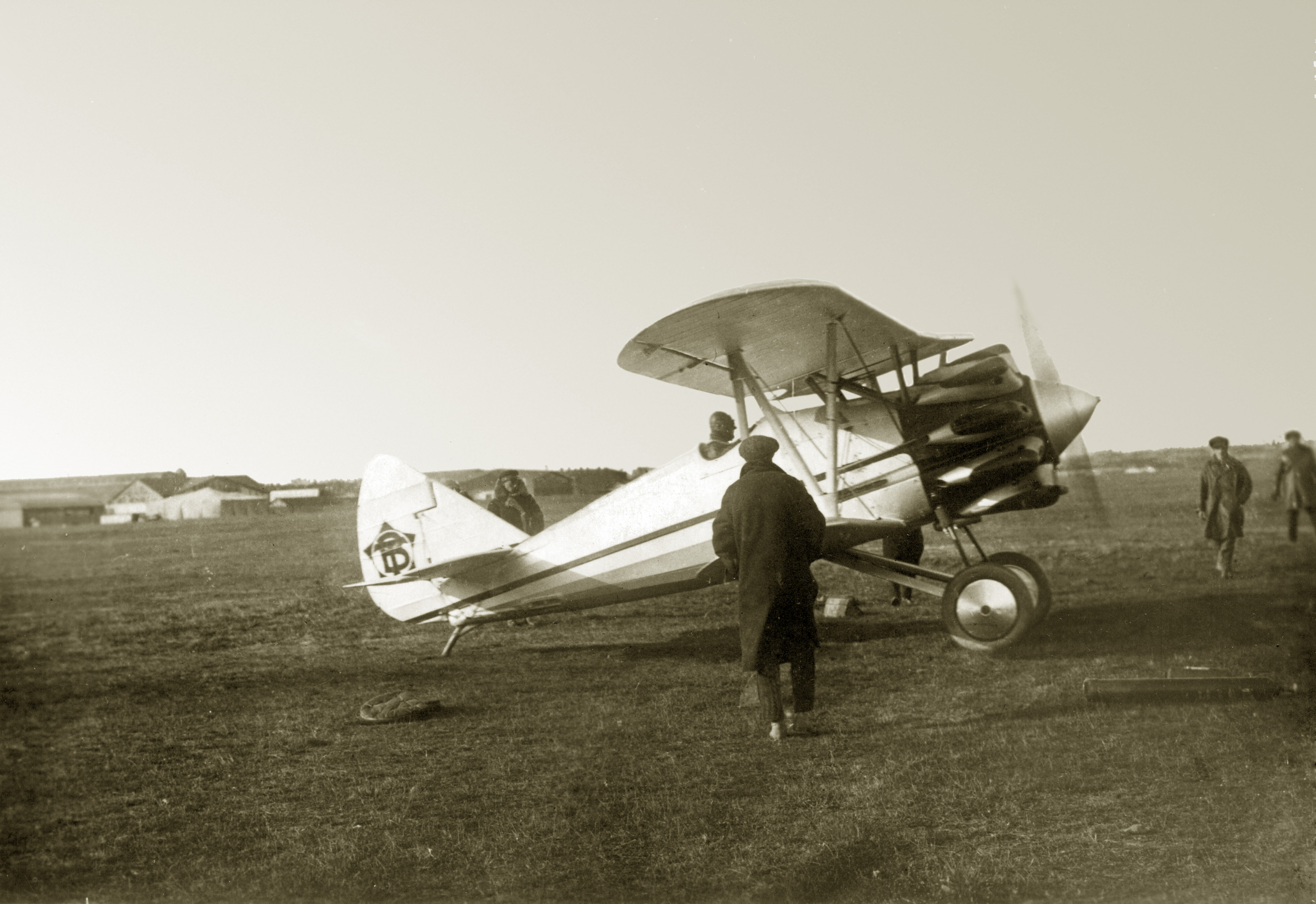
A VT–11 jelzésű első prototípus

Az I–5 az 1930-as évek elején kifejlesztett kétfedelű vadászrepülőgép, amely 1933–1936 között a szovjet légierő alapvető vadászrepülőgép-típusa volt. A prototípusokat is beleszámítva összesen 803 db-t gyártottak.

## Története
A repülőgépet Nyikolaj Polikarpov tervezte az Egyesített Állami Politikai Igazgatóság (OGPU) Butirka börtönében működtetett CKB–39 tervezőirodában. A tervezőmunkában részt vett Dmitrij Grigorovics is. Első, VT–11 típusjelzésű prototípusa 1930. április 29-én repült először. Egy hónappal később, május 22-én emelkedett a levegőbe a Kliment Vorosilovról elnevezett, VT–12-ként is ismert második prototípus. A két gép elsősorban a beépített motorokban különbözött, az elsőbe a Gnome-Rhône által licencben gyártott Bristol Jupiter VI, míg a másodikba egy Bristol Jupiter VII típusú csillagmotort építettek. Apróbb különbségek voltak a törzs hátsó részének és a vezérsíkoknak a kialakításában, valamint a futómű konstrukciójában. Emiatt eltért a két prototípus tömege, és mások voltak a repülési jellemzőik. A második prototípus nehezebb, de gyorsabb is volt, mint az első. Mindkét prototípusnál a motor hengereit különálló áramvonalas burkolat borította.
A prototípusok teljesítménye meggyőzően hatott Sztálinra, ezért elrendelte Polikarpov szabadon bocsátását. Polikarpov az I–5-tel kezdődő vadászrepülőgép-sorozatának köszönhetően az 1930-as években a szovjet vadászrepülőgép-tervezés és -fejlesztés legfőbb személyiségévé vált, emiatt gyakran nevezték a „vadászrepülőgépek királyának”.
1930 augusztusa és októbere között elkészült egy kisebb előszéria, amelyet repülési tesztekre használtak. Az I–5 típusjelzést kapott repülőgépből az 1. sz. Állami Repülőgépgyár 1931–1932 között 269 db-t épített. 1932 végétől a 21. sz. Állami Repülőgépgyárban (GAZ–21) folyt a sorozatgyártása. Az 1. sz. gyárban készült gépek egy részében francia, másik részében hazai gyártású motort építettek. A 21. sz. gyárban épített példányokba a Bristol Jupiternek a Szovjetunióban gyártott licenc-változata, az M–22 csillagmotor került. A sorozatgyártású változatok kismértékben különböztek a prototípusoktól. 1933-tól a gép javított változatát, az I–5bisz típust gyártották. Ennél a motor légellenállásának csökkentésére a hengerkoszorú köré Townend-gyűrűt helyeztek, elhagyták a légcsavarkúpot, a gép fém légcsavart kapott, módosítottak a futómű keresztmerevítésén és a törzs gerincrészén. Gyártását 1934-ben szüntették be.

## Alkalmazása
1932-ben rendszeresítették a Vörös Hadseregben, és 1939-ig a szovjet légierő alapvető vadász-típusaként alkalmazták. Ezután a modernebb I–15 váltotta fel. A vadászrepülő egységektől történt kivonása után több példányát vadászbombázónak építették át, további két géppuskát szereltek föl, és az alsó szárnyak alá két bombazárat építettek. Ezt a változatot I–5LS típusjellel is jelölték. Ukrajnában még a második világháború elején, a Barbarossa hadművelet idején is használták az akkorra már teljesen elavult típust.
Néhány fegyverzetétől megfosztott I–5-t a polgári légi közlekedésben és sportrepülő klubokban is alkalmaztak. A Zveno-program keretében az I–5-tel is folytattak kísérleteket parazita vadászként történő alkalmazására, amikor a vadászrepülőgépeket nehézbombázókhoz (például TB–3-ra) rögzítve szállították, így próbálva a hatótávolság növelésével a repülőgépek harci alkalmazhatóságát növelni.

## Szerkezeti kialakítása és műszaki jellemzői
Az I–5 egyszemélyes, kétfedelű repülőgép volt, az alsó szárnyak fesztávolsága (7,02 m) kisebb, mint a felsőé (9,65 m). A szárnyprofil Göttingen Gö-436 volt. Vegyes építésű. A törzs hátsó része acélcsőből készített hegesztett rácsszerkezet, szegecselt dúralumínium borítással. A törzs középső és elülső része megerősített hegesztett acél-rácsszerkezet, amelyet leszerelhető dúralumínium lemezekkel borítottak. A felső szárny középső része szintén duralból készített szerkezet, a szárny külső részei fából készültek. Az alsó szárnyak és az összes kormányfelület ugyancsak faszerkezetű és vászon borítású.
Az egyenként 600 db-os lőszerjavadalmazású, 7,62 mm-es PV–1 géppuskákat a törzs két oldalán, a pilótafülke mellett építették b. A géppuskák hátsó (zárszerkezet körüli) része kismértékben kilógott a törzs felületéből, ezeket kidudorodó dúraluminium lemezzel borították. A légcsavarkörön keresztül tüzelő géppuskákat PUL–9 típusú szinkronizáló berendezés vezérelte. Üzemanyagtartálya 205, kenőolaj-tartálya 40 literes.

## Műszaki adatai
Geometriai méretek és tömeg-datok
- Hossz: 6,81 m
- Fesztáv: 9,65 m
- Szárnyfelület: 21 m²
- Üres tömeg: 943 kg
- Felszálló tömeg: 1335 kg

Motor
- Száma: 1 db
- Típusa: M–22
- Névleges teljesítménye: 358 kW (480 LE)

Repülési adatok
- Legnagyobb sebesség: 278 km/h
- Gazdaságos utazósebesség: 225 km/h
- Emelkedő képesség: 8,91 m/s
- Hatótávolság 660 km
- Szolgálati csúcsmagasság: 7500 m